# Взгляд тишины
Взгляд тишины (англ. The Look of Silence, индон. Senyap) — документальный фильм 2014 года американского режиссёра Джошуа Оппенхаймера, рассказывающий о том, как семья, потерявшая во время массовых убийств 1965—1966 годов в Индонезии сына, пытается выйти на след его убийц.

## Сюжет
Ключевой фигурой фильма является Ади, старший брат которого, Рамли Рукун, был разрезан на куски и брошен в Снейк-Ривер пять десятилетий назад во время массовой резни всех подозреваемых в сотрудничестве с коммунистами во имя «демократии». Ади был рождён своей матерью на замену старшему брату. Работая окулистом, он объезжает все деревни по проселочным дорогам со своим инструментом для проверки зрения. После того как его сын подвергся школьной пропаганде антикоммунистического учителя, Ади решает действовать. При проведении медицинской процедуры, он опрашивает своих пациентов об их воспоминаниях о той эпохе насилия, которую большинство предпочло бы забыть, о том, как они потрошили людей, ампутировали руки и ноги, кастрировали и даже пили кровь своих жертв. Путём работы Оппенхаймера с виновными, Ади узнаёт, как был убит его брат, и решает противостоять каждому из причастных к этому — все из которых до сих пор находятся во власти и продолжают питать подозрения против коммунистов. Он встречается с ними, сохраняя достоинство и задавая трудные вопросы о том, как убийцы живут бок о бок с друзьями и близкими своих жертв.

## Производство
Впервые Джошуа Оппенхаймер приехал в Индонезию в 2001 году, после падения режима Сухарто, для того, чтобы изучить воздействие глобализации на эту страну. В 2004 году, двое мужчин привезли его на берег одного острова показать места, где они убивали своих жертв, после чего Оппенхаймер заинтересовался темой убийства и покаяния, результатом чего стал сенсационный «Акт убийства». Исполнительными продюсерами нового фильма «Взгляд тишины» вновь выступили Вернер Херцог, Эррол Моррис, Андре Сингер, а производственными — Синье Бирдж Серенсен, помогшие Джошуа Оппенхаймеру советами и предложениями по монтажу. Они решили присоединиться к проекту после просмотра чернового варианта фильма, который Херцог охарактеризовал как «глубокий, провидческий и ошеломляющий». Оппенхаймер признавался, что с самого начала задумывал снять продолжение фильма «Акт убийства»:

С 2003 по 2005 год, по просьбе общества по правам человека в Индонезии, я два года снимал каждого преступника, которого мог найти. Так получился материальный архив людей, которые убили сына этой семьи, снятый в период между 2003 и 2005 годом, но ядро фильма — конфронтация с виновными, и то как главный герой реагирует на кадры преступников было снято после того как я закончил редактирование «Акта убийства», но прежде, чем мы выпустили его. Потому что я знал, что после того как мы выпустим фильм, я не был бы в состоянии благополучно вернуться в Индонезию.
Оригинальный текст (англ.)From 2003 to 2005, at the request of the human-rights community and Indonesia, I spent two years filming every perpetrator I could find. And so the original archive of material of people who killed this family’s son was shot between 2003 and 2005, but the core of the film—confrontations with the perpetrators, the main character responding to the footage of the perpetrators from 2003 to 2005—I shot after I finished editing The Act Of Killing, but before we released it. Because I knew that after we released the film, I wouldn’t be able to safely return to Indonesia.

Позже он добавлял:

«Акт убийства» никогда не должен был стоять отдельно; он подразумевался как первый фильм из пары. Этот новый фильм о семье выживших, которые едут узнать, кто убил их сына в 1965 году в Индонезии, является посредством моей работы с первыми 40 виновных, которых я снимал до встречи с Анваром. Младший брат в этой семье родился после убийства, и задуман своей матерью в качестве замены своего умершего брата. Таким образом, он вырос с этим страшным бременем, в затерризированной и молчащей семье. Теперь у него есть собственные дети, и они идут в школу где им промывают мозги, что все это, что случилось с их семьей было их ошибкой, и что они это заслужили, в результате чего он уже не в состоянии молчать. Он решил нарушить эту тишину, и он идет искать всех мужчин, участвовавших в убийстве своего брата. И они реагируют страхом, угрозами и гневом.
Оригинальный текст (англ.)The Act of Killing was never meant to stand alone; it’s always been the first film of a pair. This new film is about a family of survivors who come to find out who killed their son in 1965 in Indonesia, through my work with the first 40 perpetrators I filmed before I met Anwar. The youngest brother in this family was born after the killing, and conceived by his mother as a replacement for his dead brother. So he grew up with this terrible burden, in a family that’s been terrorized into silence. He now has children of his own, and they’re going to school and being brainwashed that all this that happened to their family was their fault, and that they deserved it, and he’s no longer able to abide that silence. He’s determined to break it, and he goes and confronts all of the men involved with killing his brother. And they react with fear, with threats, with anger.

Во время монтажа фильма, в 2013 году, Оппенхаймер признался, что «он нарушает много табу. Он ставит жизнь пережившего брата в большую опасность. На непредвиденный случай существует план переезда его и его семьи, после того как фильм выйдет в следующем году». В съёмках фильма приняли участие режиссёры из Индонезии, которые пожелали сохранить анонимность, опасаясь давления со стороны правительства.

## Показы и прокат
«Взгляд тишины» входил в программу открытия 71-го Венецианского кинофестиваля, став единственным документальным фильмом, претендовавшим на премию «Золотой лев». На пресс-конференциях Оппенхаймер говорил, что «военная диктатура ещё у власти. Ничего не изменилось в Индонезии. Мы надеемся, что фильм поможет это изменить», а главный герой Ади Рукун сказал, что «я только хотел, чтобы люди признали, что они сделали и признали, что они были не правы, так что мы так или иначе умеем прощать друг друга. Мы живем в обществе, которое разделено взаимной подозрительностью и страхом. Я очень хочу, чтобы это закончилось». В итоге фильм получил Приз Большого жюри - Серебряный лев .
Затем премьеры состоятся в Канаде — на 39-м Кинофестивале в Торонто, и в США — на Нью-Йоркском кинофестивале.
Права на прокат фильма были приобретены компаниями «Drafthouse Films» и «Participant Media».

## Критика
Гай Лодж из «Variety» сказал, что «„Взгляд тишины“ смещает акцент с виновных в злодеянии к своим жертвам, сохраняя при этом богатые моральные сложности своего предшественника», а «вокруг этого понятия личного расследования, Оппенхаймер построил более концентрированное, характерно-ориентированное повествование, чем в „Убийстве“». Джилл Лоулесс из «Associated Press» заметила, что «наглое и странное поведение убийц сделало этот фильм ощущением того, что как на международном уровне, так и в Индонезии, где убийства — санкционированные давней военной диктатурой и США, союзником Сухарто по холодной войне — остаются запретной темой. Являясь одним из 20 фильмов, претендующих на Золотого Льва в Венеции, он тише других, но так же шокирует. Ади, который, как и многие индонезийцы, прежде всего, использует одно имя, является убедительным героем, спокойно нарушающим молчание». Николас Раполд из «The New York Times» сказал, что «столь же откровенный и шокирующий, как прошлогодний „Акт убийства“ новаторского документалиста Джошуа Оппенхаймера о мужчинах, зверски убивших больше миллиона индонезийцев в середине шестидесятых годов во имя очистки от коммунизма, „Взгляд тишины“ является, возможно, даже более ценным благодаря фокусировке на личной истории одного человека, ищущего ответы и храбро противостоящего убийцам брата… Здесь для зрителя есть много того, на что можно реагировать и положительно, и отрицательно. В конце концов, реальной ценностью этих двух фильмов является мучительное излучение нового света на самые темные уголки человеческого зла». Питер Брэдшоу из «The Guardian» отметил, что:

Этот новый фильм гораздо более откровенен, и откровенно конфронтационен, чем предыдущий, и похоже, что вовлеченные люди наконец поняли, какой ужас они вызывают, в результате чего видно больше обычных боевых плясок интервьюируемого: требования прекратить съемку, пронзительные обращения к режиссёру за камерой «Джош», и снятие радиомикрофона. Но этот фильм так же пронзителен и достоверно ужасающ, как и прежний. Он снят с точно таким же превосходным визуальным смыслом, с такой же страстной любовью к индонезийскому ландшафту, и диалоги схвачены с той же пугающей четкостью.
Оригинальный текст (англ.)This new movie is far more conventional, and conventionally confrontational than the previous one, and the people involved seem at last to have grasped how horrendous they are appearing and so there is more of the familiar embattled-interviewee choreography: the demands to stop filming, the shrill addresses to the director “Josh” behind the camera, and the removal of the radio microphone. But this film is just as piercingly and authentically horrifying as before. It is filmed with exactly the same superb visual sense, the same passionate love of the Indonesian landscape, and dialogue exchanges are captured with the same chilling crispness.

Дмитрий Десятерик в рецензии для журнала «Искусство кино» отмечает отличие атмосферы и настроения нового фильма от предыдущего: «Макабрический водевиль „Акта…“ развоплощает убитых, тогда как „Взгляд тишины“ дает им лица, имена и судьбы, а убийцы теряют свое ролевое обаяние, представая теми, кто они есть: варварами и психопатами». Отмечая, что новый фильм «глубже, страшнее, нагляднее», обозреватель журнала «Сеанс» Мария Кувшинова выделяет роль положительного героя, которого не было в «Акте убийства», что привносит во «Взгляд тишины» чувство раскаяния, отсутствовавшее прежде. Кроме того, фильм «гораздо тоньше и действеннее показывает, как работает пропаганда и как легко человеческое сознание погружается в ситуацию двоемыслия».
В 2019 году издание IndieWire поместило дилогию «Акт убийства»/«Взгляд тишины» на 4-е место в списке лучших фильмов десятилетия.

## Награды и номинации
- 2014 — 5 призов Венецианского кинофестиваля: приз большого жюри, приз ФИПРЕССИ, приз «Золотая мышь», приз «Федеора» за лучший евро-средиземноморский фильм, приз киносети за права человека.
- 2014 — приз «Busan Cinephile Award» на Пусанском кинофестивале.
- 2014 — номинация на приз зрительских симпатий на Фестивале документального кино в Амстердаме.
- 2014 — номинация на приз зрительских симпатий на Чикагском кинофестивале.
- 2015 — приз «Кино за мир» на Берлинском кинофестивале.
- 2015 — приз «Золотая лягушка» фестиваля Camerimage за лучший полнометражный документальный фильм (Ларс Скри).
- 2015 — приз за лучший северный документальный фильм на Гётеборгском кинофестивале.
- 2015 — премия «Бодиль» за лучший европейский документальный фильм.
- 2015 — премия «Роберт» за лучший полнометражный документальный фильм.
- 2015 — попадание пятёрку лучших документальных фильмов по версии Национального совета кинокритиков США.
- 2015 — номинация на премию Европейской киноакадемии за лучший документальный фильм.
- 2015 — номинация на Азиатско-Тихоокеанскую кинопремию за лучший документальный фильм.
- 2015 — 2-е место в конкурсе на приз зрительских симпатий за лучший документальный фильм на Мельбурнском кинофестивале.
- 2015 — 3-е место в конкурсе на приз зрительских симпатий за лучший документальный фильм на Московском кинофестивале.
- 2016 — премия «Спутник» за лучший документальный фильм.
- 2016 — премия «Независимый дух» за лучший документальный фильм.
- 2016 — премия Лондонского кружка кинокритиков за лучший фильм на иностранном языке, а также две номинации за лучший фильм года и лучший документальный фильм года.
- 2016 — номинация на премию «Оскар» за лучший документальный фильм.
- 2016 — номинация на премию «Выбор критиков» за лучший документальный фильм.
- 2017 — две номинации на новостную и документальную премию «Эмми» за лучший документальный фильм и за лучшее журналистское расследование.